# Olga Valerianowna Paley

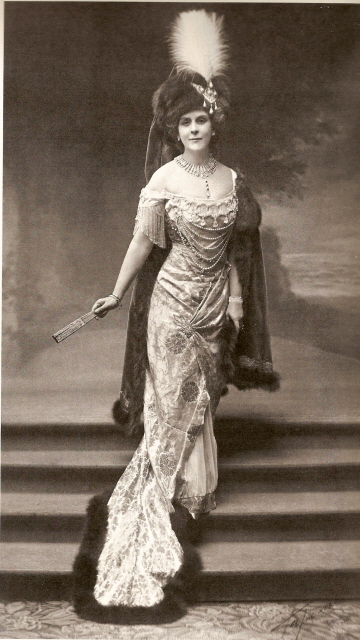
Fürstin Olga Paley

Olga Valerianowna Fürstin Paley, Gräfin von Hohenfelsen (russisch Княгиня Ольга Валериановна Палей, графиня фон Гогенфельзен; * 2. Dezemberjul. / 14. Dezember 1865greg. in Sankt Petersburg; † 2. November 1929 in Paris) war die Geliebte und spätere Ehefrau des russischen Großfürsten Pawel Alexandrowitsch Romanow.

## Leben
Olga war eine Tochter von Walerian Gawrilowitsch Karnowitsch (1833–1891) und seiner Frau Olga Wassiljewna Meszaros (1830–1919). Am 30. Mai 1884 heiratete sie den deutsch-baltischen Grundbesitzer Erich Gerhard von Pistohlkors (1853–1935). Aus der Ehe, die 1901 geschieden wurde, gingen drei Kinder, Alexander (1885–1944), Olga (1888–1963) und Marianna (1890–1976), hervor.
Im Jahre 1890 lernte sie den ebenfalls noch verheirateten Großfürsten Pawel Alexandrowitsch Romanow auf einem Hofball in Sankt Petersburg kennen und lieben. Sie verließ ihre Familie, um mit Pawel und seiner Ehefrau, Großfürstin Alexandra Georgejewna (1870–1891), eine Ménage à trois zu führen. Nach dem Tod seiner Ehefrau bat Pawel seinen Neffen Zar Nikolaus II. um die Erlaubnis, Olga heiraten zu dürfen, aber dieser lehnte auf Betreiben der Zarin Alexandra Fjodorowna ab.

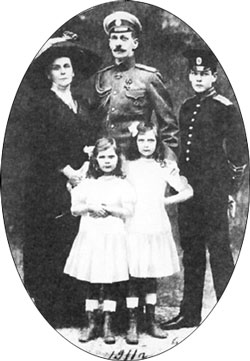
Olga Valerianowna Paley mit ihrer Familie, um 1910

Die am 10. Oktober 1902 in Livorno geschlossene Ehe (Ehe zur Linken Hand) verursachte einen Skandal am russischen Hof und Pawel wurde von allen seinen militärischen Aufgaben und seiner Ränge enthoben. Das Paar lebte danach in Paris. Prinzregent Luitpold von Bayern gewährte Olga und ihrer Nachkommenschaft am 29. Oktober 1904 den gräflichen Titel von Hohenfelsen, der durch russischen Kaiserlichen Erlass am 23. Juni 1905 anerkannt wurde. 1914 durfte sie mit ihrer Familie zurück nach Russland und lebte fortan in Zarskoje Selo. Zar Nikolaus II. gewährte Gräfin Olga und ihren Kindern mit Kaiserlichem Erlass vom 23. Juli 1915 zusätzlich den Titel Fürstin bzw. Fürst Paley. 
Aus der Verbindung mit Großfürst Pawel gingen drei Kinder hervor:
- Wladimir (1897–1918, ermordet), russischer Dichter
- Irina (1903–1990), Malerin
- Natalia (1905–1981), Mode-Ikone und Schauspielerin

Nach der Oktoberrevolution wurde das Vermögen der Romanows beschlagnahmt und viele Familienmitglieder im Alexanderpalast unter Hausarrest gestellt, darunter auch Fürstin Olga mit ihrer Familie. Ihr Sohn Wladimir wurde nach Alapajewsk gebracht, wo er später zusammen mit anderen Mitgliedern der Familie Romanow von der Tscheka ermordet wurde. Ihr Mann Großfürst Pawel wurde 1919 in der Peter-und-Paul-Festung von Bolschewiken erschossen. 1920 floh Olga mit ihren Töchtern über Finnland nach Frankreich, wo sie bis zu ihrem Tode lebte und bestattet wurde.

## Princess Paley Olga v Weisz
1929 führte sie in London einen Prozess um die Restitution von Mobiliar und Kunstgegenständen, die die sowjetische Regierung enteignet und an den britischen Kunsthändler Henry Weisz verkauft hatte. Der Fall Princess Paley Olga v Weisz ging bis vor den High Court of Justice (England und Wales), wurde auf der Grundlage der Act of state-Doktrin zu ihren Ungunsten entschieden und wird bis heute als Präzedenzfall zitiert.

## Name in verschiedenen Lebensphasen
- 1865–1884 Olga Valerianowna Karnowitsch
- 1884–1901 Olga Valerianowna von Pistohlkors
- 1902–1919 Olga Valerianowna Romanowna
- 1904–1929 Olga Valerianowna, Gräfin von Hohenfelsen
- 1915–1929 Olga Valerianowna, Fürstin Paley